# Arna icelomorpha
Arna icelomorpha är en fjärilsart som beskrevs av Swinhoe 1906. Arna icelomorpha ingår i släktet Arna och familjen tofsspinnare. Inga underarter finns listade i Catalogue of Life.